# Lipase
Lipase er betegnelsen for vandopløselige enzymer, der nedbryder lipid. De fleste lipaser katalyserer reaktioner på grænseflader, og nedbryder således ikke lipider i opløsning.

## Typer af lipaser
Der findes forskellige typer af lipaser, som typisk er navngivet efter, hvilken type lipid de nedbryder.

### Fosfolipase
Fosfolipaser katalyserer spaltningen af fosfolipider. Der findes flere slags:
- Fosfolipase A1 (PLA1)
- Fosfolipase A2 (PLA2)
- Fosfolipase C (PLC)
- Fosfolipase D (PLD)

PLA1 og PLA2 fraspalter henholdsvis C1- og C2-fedtsyrerne, hvilket i begge tilfælde resulterer i et lysolipid og en fri fedtsyre.
PLC og PLD fraspalter lipidets hovedgruppe.

### Lipoproteinlipase
Et enzym, der findes på de endotelceller, der beklæder blodkarrenes inderside ud for muskel- eller fedtceller. Spalter triacylglycerol til glycerol og fedtsyrer. 
Minder om den lipase der deltager i lipolyse.

### Triacylglycerollipase
Triacylglycerollipase katalyserer hydrolysen af triacylglycerol i både C1- og C2-positionen, således at produkterne bliver 1,2-diacylglycerol og 2-acylglycerol.
Ligesom fosfolipaserne virker triacylglycerollipase på grænseflader.
| Kemi | Spire Denne artikel om kemi er en spire som bør udbygges. Du er velkommen til at hjælpe Wikipedia ved at udvide den. |